# 丹維爾鎮區 (伊利諾伊州弗米利恩縣)
丹維爾縣區（英語：Danville Township）是位於美國伊利諾伊州弗米利恩縣的一個行政鎮區。

## 地方資料
根據2010年美國人口普查的數據，丹維爾縣區的面積為129.50平方千米，當中陸地面積為128.00平方千米，而水域面積為1.50平方千米。當地共有人口30673人，而人口密度為每平方千米236.86人。